# Đá Suối Ngọc
Đá Suối Ngọc là một rạn san hô vòng thuộc cụm Bình Nguyên của quần đảo Trường Sa, cách đá Vành Khăn 28,3 hải lý (52,4 km) về phía nam.
Đá Suối Ngọc là đối tượng tranh chấp giữa Việt Nam, Đài Loan, Philippines và Trung Quốc. Hiện chưa rõ nước nào thực sự kiểm soát đá này.
- Tên gọi: đá Suối Ngọc; tiếng Anh: Alicia Annie Reef; tiếng Trung: 仙娥礁; bính âm: Xiāné jiāo; Hán-Việt: Tiên Nga tiêu.
- Đặc điểm: đá Suối Ngọc phần nhiều nổi lên khỏi mặt nước. Ở góc phía bắc có một bãi cát nhỏ với độ cao khoảng 1,2 m so với mặt biển. Tổng diện tích của rạn vòng là 14 km².[1]